# Theiß-Kultur
Die Theiß-Kultur ist nach dem Fluss Theiß (ungarisch Tisza, daher auch gelegentlich Tisza-Kultur) benannt. Sie war eine endneolithische Kultur in der ersten Hälfte des fünften Jahrtausends v. Chr. und war in Ostungarn und in Teilen von Ex-Jugoslawien und Rumänien verbreitet. Damit bestand sie parallel zur Herpály-Kultur im Berettyó-Gebiet (Nordostungarn), zur Csőszhalom-Gruppe im Bodrog-Gebiet (Ostslowakei), deshalb auch Theiß-Herpály-Csőszhalom-Kultur. Die Lengyel-Kultur in Westungarn und die Vinča-Kultur liefen ebenfalls parallel. Sie nahm Elemente der Bükker Kultur, der Alföld-Linearkeramik, der Esztár- und Szákálhat-Kultur auf. Sie sollte nicht mit der folgenden äneolithischen Tiszapolgár-Kultur verwechselt werden.

## Chronologie
| Stufe Tisza      | benachbarte Kulturen                             | absolutes Datum |
| ---------------- | ------------------------------------------------ | --------------- |
| I                | Notenkopf-LBK, Želiezovce, Sopot, Bükk, Vinča B2 |                 |
| II (klassisch)   | Herpály I, II, Lengyel I, Vinča C                |                 |
| III              | Herpály III, Lengyel II, Vinča D1, Sopot-Lengyel |                 |
| Prototiszapolgár | Vinča D2, Sopot III, Lengyel IIIa                |                 |

## Keramik
Typisch sind Gefäße mit senkrechten Wänden und einer Bemalung (schwarz, rot und gelb) mit einem Flechtwerk aus Mäandermustern (Matten- oder Textilmuster). In der frühen Tisza-Kultur wurden Gefäße oft mit Pech bemalt und mit Strohhalmen in geometrischen Mustern beklebt. In der klassischen Tisza-Kultur kommen bereits unverzierte Gefäße mit glänzend polierter Oberfläche und vielen kleinen Knubben vor, gegen Ende werden Ritzmuster insgesamt selten. Einzelne Häuser konnten 40–50 Gefäße enthalten, es fanden sich darin außerdem oft viereckige, mit Ton ausgekleidete Vorratsgruben für Getreide (Fassungsvermögen 700–1200 l).
Die Theiß-Kultur kennt, wie die benachbarte Vinča-Kultur in Serbien und im Banat, Idolfiguren und Tonaltäre. Bikonische Gefäße mit Kegelhals und hohem durchbrochenem Standfuß dienten wahrscheinlich ebenfalls kultischen Zwecken. Die bekannteste Tonfigur ist der sogenannte Sichelgott aus Szegvár-Tűzköves. Es handelt sich um eine sitzende Figur unbestimmten Geschlechts, die vielleicht eine Maske trägt. Eine ähnliche Figur stammt aus Öcsöd-Kováshalom. Bekannt sind auch Hohlkeramiken mit Applikationen wie die drei Figuren der Venus von Kökénydomb. Selten sind menschliche Figuren aus Marmor oder Bergkristall.

## Knochen
Aus Knochen wurden unter anderem Harpunen gefertigt.

## Kupfer
Kupfer war bereits bekannt, diente aber vor allem zur Herstellung von Schmuck.

## Feuerstein
Typisch war außerdem die Verwendung wolhynischen Kreide-Feuersteins. Seltener wurde Obsidian aus Zemplén verwendet, Importe von Krakauer Tschenstochau-Hornstein, Quarzporphyr und Chalcedon aus dem Mátra-Gebirge sind selten. Es wurden Klingen von beachtlicher Länge hergestellt.

## Siedlungswesen
Ein Verbreitungsschwerpunkt dieser Kultur findet sich entlang von Marosch und Kreisch. Die Größe der Siedlungen liegt zwischen 1 und 30 ha. Tells finden sich nur südlich des Körös, dies mag klimatische Ursachen haben.
An der oberen Theiß waren Zentralsiedlungen wie am Ufer des Berettyó bei Mezőtúr und Öcsöd-Kováshalom, die meist an Flussmündungen liegen, von einem regelmäßigen Netz kleinerer Orte umgeben.
Die rechteckigen Häuser waren oft mehrteilig und wurden Wand an Wand gebaut. Einige Forscher sehen in diesen regelmäßig aufgebauten Siedlungen Anzeichen einer hierarchischen Gesellschaftsstruktur. Manche Häuser hatten Stampflehmwände, meist trugen jedoch Spaltholzpfosten das Dach. Sie waren meist von Nordwest nach Südost orientiert und zwischen 7 und 18 m lang. Die wenig stabilen Wände bestanden aus lehmverschmierten Schilf oder Reisig und waren oft bemalt oder plastisch verziert. An den Giebeln wurden Tierköpfe aus Lehm angebracht. Der Fußboden war mit lehmbedeckten Brettern ausgelegt. Backöfen und Herdstellen gehörten zu jedem Haus.
Einige größere Häuser, z. B. in Véstő, werden als Tempel gedeutet, das ist jedoch umstritten.

## Wirtschaft
Es wurden Einkorn, Emmer, Gerste und Flachs angebaut.
Im oberen Theiß-Gebiet sind Rinder und Schweine die wichtigsten Haustiere, es folgen Ovicapriden (Schafe und Ziegen). Teilweise haben Siedlungen jedoch bis zu 60 % Wildtierknochen, vor allem Auerochse und Wildschwein. Es wird erwogen, dass mit der Jagd auch die Nutztierbestände ergänzt wurden. Schmuck aus Wolfs- und Rehzähnen in den Gräbern verweist ebenfalls auf die Bedeutung der Jagd. Harpunen aus Knochen belegen, dass auch Fisch gefangen wurde. Die Verbreitung von Silex, Kupfer und Spondylusmuscheln erfolgte über weite Entfernungen.

## Bestattung
Hockerbestattungen in Siedlungen (Ost-West-Orientierung) herrschten vor, nur im mittleren Theißgebiet wurden die Toten in gestreckter Lage bestattet. Als Beigaben dienten Ocker, Perlen und Armbänder aus Spondylus, Tierzähne, Steinperlen, Silexgeräte, Keramik und manchmal Kupferschmuck. Zu dieser Zeit finden sich aber auch die ersten Friedhöfe außerhalb der Siedlungen.

## Wichtige Fundorte
- Hódmezővásárhely-Gorsza
- Berettyóújfalu-Herpály
- Kökénydomb
- Ufer des Berettyó bei Mezőtúr
- Öcsöd-Kováshalom
- Szegvár-Tűzköves
- Véstő-Mágor